# Stefano Lari
Stefano Lari (Livorno, 15 de abril de 1961) es un deportista italiano que compitió en remo. Ganó una medalla de bronce en el Campeonato Mundial de Remo de 1983, en la prueba de cuatro scull.

## Palmarés internacional
| Campeonato Mundial | Campeonato Mundial | Campeonato Mundial | Campeonato Mundial |
| Año                | Lugar              | Medalla            | Prueba             |
| ------------------ | ------------------ | ------------------ | ------------------ |
| 1983               | Duisburgo (RFA)    | Medalla de bronce  | Cuatro scull       |